# Спенсли, Джеймс
Джеймс Ричардсон Спенсли (англ. James Richardson Spensley; 17 мая 1867, Сток Ньювингтон, Лондон — 10 ноября 1915, Майнц) — английский футболист, тренер, футбольный врач, скаут. Считается одним из основателей футбола в Италии. Крупный филантроп, поддерживавший сирот и бездомных детей в Генуе.

## Биография
Джеймс Спенсли родился 17 мая 1867 года в Сток Ньювингтон, одном из районов Лондона в семье Уильяма Спенсли (William Spensley) и Элизабет Элис Ричардсон (Elizabeth Alice Richardson), хотя Джеймс родился в Лондоне, его семья была родом из Суоследэйл, графства Йоркшир.
В молодости у Спенсли был большой круг интересов, включавший восточные религии и языки, к тому же он прекрасно разговаривал на греческом и знал санскрит, помимо этого, Спенсли увлекался боксом и футболом. Спенсли работал врачом, а ещё некоторое время был корреспондентом газеты Daily Mail.
В 1896 году Спенсли прибыл в итальянский город Генуя, чтобы лечить британских матросов, работающих на «угольных» судах. В те годы в Лигурии была большая колония британцев, которая, как и все выходцы из «Туманного Альбиона», пропагандировала свои виды спорта, включая футбол и крикет, Джеймс Спенсли в этом отношении мало отличался от других британцев, он даже играл голкипером в маленькой команде его родного города. Спортивные игры англичан привлекли внимание коренных жителей Италии, для которых такой вид времяпрепровождения был в новинку.
В год своего приезда в Геную, Спенсли пришёл в клуб «Дженоа», который был создан тремя годами ранее британскими подданными. Клуб поддерживался шотландскими промышленниками и был, по тем временам, довольно обеспеченным. «Дженоа» проводил матчи между своими одноклубниками или против команд английских моряков, коих было много в портовой Генуе, иногда играл с командой гимнастов университета Андреа Дории. Вообще, в те времена, клубов в Италии были единицы, фактически, «Дженоа» и клубы Турина, поддерживаемые Эдоардо Бозио, были единственными полноценными командами на всех Аппенинах. Сразу после своего прихода в «Дженоа» Спенсли обратил на себя внимание, как прекрасный организатор матчей и тренировок команды, он был назначен капитаном клуба и даже пообещал Франческо Кали помочь открыть футбольную секцию в университете Дории.
Организаторские способености Спенсли проявились и в другом, он стал одним из организаторов первого в Италии матча между командами разных городов. Это произошло 6 января 1898 года, когда между собой встречались «Дженоа» и сборная Турина, состоящая из игроков клубов «Интернационале Торино» и «Торинезе», сборная туринцев победила в этой игре. Но сама игра обладала другой, намного большей значимостью, после неё у Спенсли появилась идея объединить все клубы в одну лигу, как в Англии, и проводить национальный чемпионат.
Другая заслуга Спенсли состоит в том, что он предлагал вступать в клуб итальянцам и людям других стран (а до этого в клубах Италии состояли исключительно британцы), в качестве игроков и компаньонов (сейчас это эквивалент спонсора). Благодаря Спенсли в «Дженоа» могли играть такие футболисты, как швейцарские братья Паустеур — Энрико и Эдоардо, которые родились в Генуе.
В 1898 году был организован, при участии Спенсли, первый итальянский чемпионат. Спенсли играл в «Дженоа» в нём на двух позициях, вратаря и защитника, место в воротах Спенсли занял после травмы единственного голкипера команды Баирда. Первый чемпионат Италии «Дженоа» уверенно выиграл. По окончании победного сезона, Спенсли предложил идею сменить Название с «Дженоа Криккет и Атлетик Клуб» на «Дженоа Криккет и Футбол Клуб», которая была одобрена. Спенсли выступал за «Дженоа», с которой 6 раз выиграл чемпионат Италии, и был медиком команды до 1906 года, когда в возрасте 39 лет завершил карьеру, а ещё один год оставался тренером команды.
Ещё одним начинанием Спенсли в Италии стал скаутинг, у него даже была книга «Scouting for Boys» (Скаутинг для парней) с автографом Роберта Баден-Пауэлла, основателя скаутского движения а Англии. В 1910 году генуэзская ассоциация Ювентус Юват, также называемая Джойозе, основанная Марио Маццей, решила создать скаутское движение и в Италии, первые попытки которой проходили в Баньи ди Лукка, а руководил этим процессом Френсис Вэйн. Вэйн и предложил Спенсли обсудить перспективы развития скаутинга в Италии на конференции 13 ноября 1910 года, после конференции родилась секция Молодых Итальянских исследователей — МИИ (Ragazzi Esploratori Italiani — REI). Президентом «исследователей» был назначен Оттавио Регини, Мацца стал секретарём, а Спенсли — уполномоченным представителем в Лигурии. Но к концу 1911 года у Регини и Мацци проявилась конфронтация, вследствие чего Мацци вышел из МИИ и восстановил Джойозе, вышел из МИИ и Спенсли с небольшой с группой «исследователей», эта группа тесно сотрудничала с Джойозе Мацци.
Во время первой мировой войны Спенсли был отправлен на фронт в качестве полевого доктора, а затем его способности и опыт скаута стали использовать в Королевском медицинской армейском корпусе, в котором он служил в чине лейтенанта. Спенсли был ранен на поле боя, когда помогал вражескому солдату, а через некоторое время Спенсли умер в больнице Майнца. Его могила была случайно обнаружена в 1990-х на кладбище Niederzwehren в городе Кассель двумя генуэзскими студентами.

## Достижения
- Чемпион Италии: 1898, 1899, 1900, 1902, 1903, 1904